# Cosmotoma pallida
Cosmotoma pallida là một loài bọ cánh cứng trong họ Cerambycidae.